# Iázide II
Iázide ibne Abedal Maleque (em árabe: يزيد بن عبد الملك; romaniz.: Yazid ibn Abd al-Malik; 687-724), melhor conhecido como Iázide II, foi um califa omíada que reinou de 720 até a sua morte em 724.

## Revoltas
De acordo com o historiador persa Atabari, Iázide ascendeu ao trono com a morte de Omar II em 10 de fevereiro de 720. Suas forças enfrentaram os carijitas com quem seu falecido irmão estava negociando e, após alguns reveses iniciais, suas tropas prevaleceram e o líder adversário, Xaudabe, foi morto. Iázide ibne Almoalabe se livrou de ser preso com a morte de Omar e fugiu para o Iraque, onde ele tinha muitos aliados. Ele se recusou a reconhecer Iázide II como califa e liderou uma grande revolta. Apesar do sucesso inicial, ele foi derrotado e morto pelas forças de Maslama ibne Abedal Maleque ibne Maruane.
Diversas guerras civis começaram a aparecer em diferentes partes do Califado Omíada, como em Alandalus (a Península Ibérica), o Norte da África e no oriente. Em AH 102 (720-721), em Ifríquia, o governador Iázide ibne Muslim foi derrubado por sua brutalidade e Maomé ibne Iázide, o antigo governador, foi restaurado ao poder. O califa aceitou e confirmou Maomé ibne Iázide na posição.
Aljarrá ibne Abedalá, o governador de Iázide na Armênia e no Azerbaijão, avançou pelo Cáucaso e tomou Balanjar em AH 104 (722-723). Neste mesmo ano, o governador em Medina, Abederramão ibne Adaaque, caiu em desgraça por se utilizar de força demasiada para pressionar uma mulher a se casar com ele. Ela apelou a Iázide que substituiu Abderramão por Abde Alualide ibne Abedalá.

## Morte
O cronista bizantino Teófanes, o Confessor afirma que um mago teria avisado Iázide que ele reinaria por 40 anos se ele se opusesse aos ícones cristãos. Iázide o fez, mas morreu no mesmo ano em que emitiu seu decreto iconoclasta. Iázide morreu em 724 de tuberculose e foi sucedido por seu irmão Hixame.
Grupos antiomíadas começaram a ganhar força entre os insatisfeitos. Atabari relata que os Abássidas estavam promovendo a sua causa em AH 102 (720-721) e já haviam iniciado a formação de uma base de poder que eventualmente se utilizariam para derrubar os omíadas em 750 (veja Revolta Abássida).